# Chriolepis dialepta
Chriolepis dialepta es una especie de peces de la familia de los Gobiidae en el orden de los Perciformes.

## Distribución geográfica
Se encuentra en Costa Rica:  Isla Cocos.

## Observaciones
Es inofensivo para los humanos.